# Jinnaluo
 Jǐnnàluó (緊那羅; in caratteri cinesi semplificati 紧那罗) è la resa in cinese  del termine sanscrito  kiṃnara   (in pāli kinnara) che indica degli esseri divini propri della cultura religiosa indiana e del Buddhismo, legati al mondo celestiale e musicale e aventi un corpo di uccello con la testa umana.
Con la diffusione delle credenze buddhiste anche i  kiṃnara, spesso rappresentati nei sutra buddhisti come il Sutra del Loto, giungono, a partire dai primi secoli della nostra Era, fino nell'Estremo Oriente entrando nella cultura religiosa di quei popoli.

## Jinnaluo ed il tempio Shaolin
La figura di Jinnaluo Wang (紧那罗王) appare associata al tempio Shàolín nel testo Shaolin Gunfa Zanzong scritto nel 1616 da Cheng Chongdou. Egli racconta che la tecnica del Bastone Shaolin apparve nel XIV secolo durante la rivolta dei Turbanti Rossi (Hongjinjun, 红巾军), che mise fine alla dinastia Yuan. Questa leggenda racconta che il monastero stava per essere attaccato dagli insorti. Un monaco guardiano del fuoco della cucina, si presentò armato dell'attizzatoio e mise in fuga i rivoltosi. In seguito, i Bonzi riconobbero in quella azione l'intervento della divinità protettrice Jinnaluo Wang. Sempre secondo Cheng Chongdou, un certo Hama (哈麻), della scuola Lamaista di Jinnaluo, insegnò il maneggio del bastone ed il pugilato al Bonzo Shaolin Biandun (匾囤).
Oggi, all'interno del Tempio Shaolin esiste un padiglione interamente dedicato a questa divinità e chiamato Jinnaluo Dian (那罗殿). Esso viene rappresentato come un Demone con grandi occhi e denti ferini, che impugna una mazza.